# Patrick Bouchitey
 (mai 2024).
Si vous disposez d'ouvrages ou d'articles de référence ou si vous connaissez des sites web de qualité traitant du thème abordé ici, merci de compléter l'article en donnant les références utiles à sa vérifiabilité et en les liant à la section « Notes et références ».
Pour les articles homonymes, voir Bouchité.
Patrick Bouchitté, dit Patrick Bouchitey, né le 11 août 1946 à Plancher-les-Mines (Haute-Saône), est un acteur, réalisateur et scénariste français.

## Biographie

### Carrière

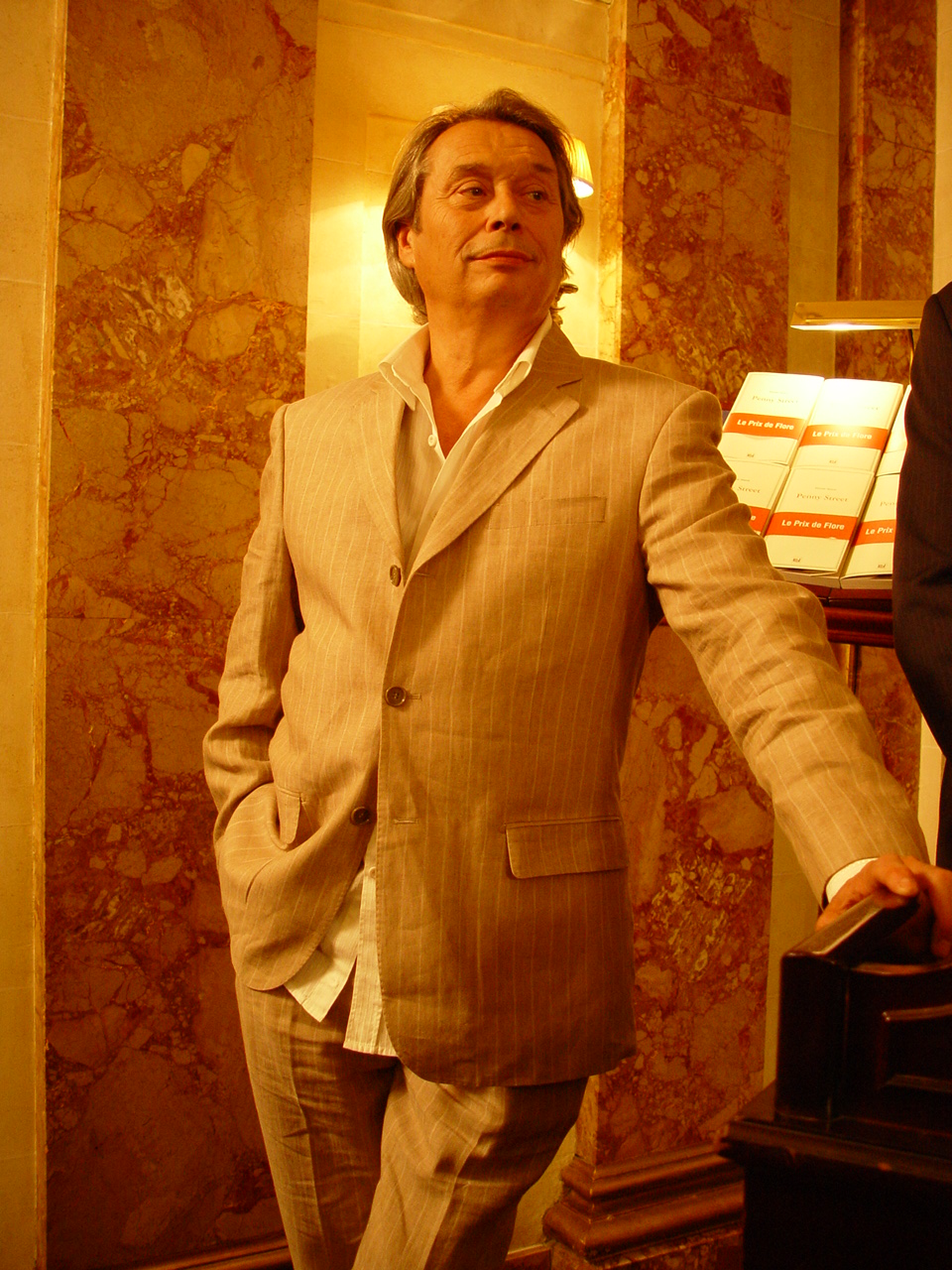
Patrick Bouchitey sur un tournage, en juin 2005 à Bruxelles.

Il est révélé en 1975 par Claude Miller, qui en fait le souffre-douleur de Patrick Dewaere dans La Meilleure Façon de marcher. En 1962, il monte un groupe de rock au lycée Buffon. En 1976, il joue le rôle de Sébastien, le cameraman, dans le conte musical de Michel Berger Émilie ou la Petite Sirène 76, et dans le film d'Alain Cavalier Le Plein de super avec Étienne Chicot. Dans les années 1980, il a été proche de Jean-François Bizot et de l'équipe d'Actuel, monument des cultures alternatives.
En 1988, il joue dans La vie est un long fleuve tranquille d'Étienne Chatiliez, rôle qui le rendra célèbre grâce à la chanson qu'il interprète : Jésus reviens. Après divers seconds rôles, il passe à la réalisation en 1990. Il adapte une nouvelle de Charles Bukowski, Lune froide, d'abord en court-métrage puis aussitôt après en long. Il y tient la vedette aux côtés de Jean-François Stévenin. Un film radical tourné en noir et blanc, qui a choqué à sa sortie, avant de devenir culte pour les adeptes de Bukowski. 
Il est également le réalisateur de La Vie privée des animaux, montage animalier, où il met bout à bout des scènes de documentaires animaliers et double les voix des animaux de façon humoristique. Le gag de départ, diffusé sur le petit écran, eut un tel succès qu'on lui demanda des suites. Il produit ainsi une série d'épisodes en 1990, qui parurent sur les chaines de télévision française dans les années qui suivirent. 
En 2000, il est président du jury du Festival international des Très Courts. 
En 2007, il joue dans la série à succès Kaamelott.
Il publie sur Youtube puis sur Facebook de juin 2019 à septembre 2020 une série de détournements vidéo intitulée Micro Climat, reprenant le concept de La Vie privée des animaux, mais mettant en scène cette fois-ci de grandes figures de la politique et du monde de l'Art et du spectacle du XXe siècle.

## Filmographie

### Cinéma

#### Acteur
- 1972 : Les Caïds de Robert Enrico
- 1973 : Il n'y a pas de fumée sans feu d'André Cayatte
- 1975 : French Connection 2 de John Frankenheimer
- 1976 : La Meilleure Façon de marcher de Claude Miller
- 1976 : Le Plein de super d'Alain Cavalier
- 1977 : Ne me touchez pas de Richard Guillon
- 1981 : Une sale affaire d'Alain Bonnot
- 1982 : Mora de Léon Desclozeaux
- 1982 : Que les gros salaires lèvent le doigt ! de Denys Granier-Deferre
- 1983 : Mortelle randonnée de Claude Miller
- 1986 : Douce France de François Chardeaux
- 1988 : La vie est un long fleuve tranquille d'Étienne Chatiliez
- 1990 : Plein fer de Josée Dayan
- 1990 : Tatie Danielle d'Étienne Chatiliez
- 1991 : Génial, mes parents divorcent ! de Patrick Braoudé
- 1991 : Le Vent de la Toussaint de Gilles Béhat
- 1991 : Lune froide de lui-même[1]
- 1991 : Mima de Philomène Esposito
- 1992 : L'Affût de Yannick Bellon
- 1992 : Méchant Garçon de Charles Gassot
- 1993 : Un, deux, trois, soleil de Bertrand Blier
- 1994 : Neuf mois de Patrick Braoudé
- 1994 : Parano d'Alain Robak
- 1994 : Quand j'avais cinq ans je m'ai tué de Jean-Claude Sussfeld
- 1995 : Le bonheur est dans le pré d'Étienne Chatiliez
- 1996 : Beaumarchais, l'insolent d'Édouard Molinaro
- 1997 : Les Démons de Jésus de Bernie Bonvoisin
- 1998 : Que la lumière soit ! d'Arthur Joffé
- 1999 : Les Grandes Bouches de Bernie Bonvoisin
- 2000 : Amazone de Philippe de Broca
- 2000 : Jeux pour mourir de Bruno Romy
- 2000 : Le Monde de Marty de Denis Bardiau
- 2000 : Passeurs de rêves de Hiner Saleem
- 2001 : Le Roman de Lulu de Pierre-Olivier Scotto
- 2001 : Tanguy d'Étienne Chatiliez
- 2002 : Les Naufragés de la D17 de Luc Moullet
- 2005 : Imposture de Patrick Bouchitey
- 2006 : Les Aiguilles rouges de Jean-François Davy
- 2009 : Tricheuse de Jean-François Davy
- 2010 : La Tête en friche de Jean Becker
- 2011 : Moi, Michel G., milliardaire, maître du monde de Stéphane Kazandjian
- 2012 : L'Oncle Charles d'Étienne Chatiliez
- 2012 : Sea, No Sex and Sun de Christophe Turpin
- 2013 : Victor Young Perez de Jacques Ouaniche
- 2016 : Les Têtes de l'emploi d'Alexandre Charlot et Franck Magnier
- 2019 : Vous êtes jeunes, vous êtes beaux de Franchin Don
- 2021 : Les Cinq Diables de Léa Mysius
- 2022 : Ça tourne à Saint-Pierre-et-Miquelon de Christian Monnier

#### Courts métrages
- 1978 : Elle (court-métrage de 12 min par Jean-François Jonvelle avec Aurore Clément)
- 1987 : Numéro Spécial (court-métrage de Jean-Marc Longval, avec Valérie Steffen)

### Télévision

#### Acteur
- 1976 : Émilie ou la Petite Sirène 76, conte musical de Michel Berger et Franck Lipsick
- 1977 : Au théâtre ce soir : Football de Pol Quentin et Georges Bellak, mise en scène Michel Fagadau, réalisation Pierre Sabbagh, Théâtre Marigny
- 1978 : Messieurs les jurés
- 1978 : Madame le juge, épisode Autopsie d'un témoignage
- 1980 : Comme le temps passe d'Alain Levent
- 1980 : L'Embrumé de Josée Dayan
- 1980 : Moi, le Man - Chapitre V : Floflo, mon royaume pour un pack de Floriano Vignassi (TIMP)
- 1981 : Les Enquêtes du commissaire Maigret, épisode Le Pendu de Saint-Pholien : Louis Jeunet
- 1982 : Sans un mot de Gérard Poitou-Weber
- 1985 : Les Cinq Dernières Minutes, épisode Meurtre à la baguette
- 1985 : Le Deuxième Couteau de Josée Dayan
- 1988 : Le Chevalier de Pardaillan de Josée Dayan
- 1992 : La Femme à l'ombre de Thierry Chabert
- 1994 : Le Paradis absolument de Patrick Volson
- 1994 : Avanti de Jacques Besnard
- 1995 : Des mots qui déchirent de Marco Pauly
- 1995 : L'Enfant en héritage de Josée Dayan
- 1998 : Le Comte de Monte-Cristo , mini-série de Josée Dayan : Beauchamp, le journaliste
- 1999 : Couleur Havane de Patrick Grandperret
- 2000 : Vent de colère de Michael Raeburn
- 2001 : Caméra café (2 épisodes)
- 2001 : Sa mère, la pute de Brigitte Roüan
- 2005 : Les Rois maudits, mini-série de Josée Dayan : maître Evrard
- 2005 : Vénus et Apollon (1 épisode)
- 2006 : Bataille natale d'Anne Deluz
- 2007 : Reporters, série TV : Michel Cayatte
- 2007 : Kaamelott : Le pêcheur
- 2008 : Clara Sheller, Série TV de Nicolas Mercier : Joseph
- 2008 : La Guerre des saintes de Giordano Bruno Gederlini
- 2009 : Folie douce de Josée Dayan
- 2011 : Les Invincibles, saison 2 série TV  de François Létourneau et Jean-François Rivard : Duke
- 2011 : La Pire Semaine de ma vie mini-série TV de Mark Bussell et Justin Sbresni : Robert
- 2011 : Isabelle disparue de Bernard Stora
- 2012 : Camping Paradis, épisode  Trou de mémoire : Philippe
- 2012 : Les Voies impénétrables de Noémie Saglio et Maxime Govare
- 2012 : Le Sang de la vigne, épisode  Question d'eau de vie… ou de mort : Baron de Castayrac
- 2014 : Entre vents et marées de Josée Dayan
- 2014 : Section de recherche, épisode Prise au piège : Dominique Taviani
- 2015 : Nos chers voisins : Le père de Chloé
- 2015 : Profilage, épisode Sacrifiées
- 2017 : Scènes de ménages : Ça va être leur fête !
- 2017 : Capitaine Marleau, épisode Chambre avec vue : Hugo Perez
- 2023 : LT-21 de Mélisa Godet : Joseph Dremen

#### Réalisateur
- 1988 : Lune froide (César du meilleur court-métrage de fiction en 1990)
- 1991 : Lune froide, d'après son court-métrage
- 2005 : Imposture

## Doublage
- 1997 : George de la jungle : un singe nommé "Singe" (voix)
- 2002 : Corto Maltese : La Cour secrète des Arcanes
- 2003 : Corto Maltese : La Ballade de la mer salée
- 2004 : Corto Maltese : La Maison dorée de Samarkand
- 2007 : Max et Co
- Corto Maltese : Sous le signe du Capricorne
- Corto Maltese : D'autres Roméo et d'autres Juliette

## Voix off
- 2006 Le Phénomène Paul Emile Raoul pour l'ESRA de Paris

## Théâtre
- 1973 : Vol au-dessus d'un nid de coucou de Dale Wasserman (en), mise en scène Pierre Mondy,   Théâtre Antoine